# کوبلنتس (منطقه)
کوبلنتس (به آلمانی: Regierungsbezirk Koblenz) یک منطقهٔ مسکونی در آلمان است که در راینلاند-فالتس واقع شده‌است. کوبلنتس ۱٬۵۲۴٬۶۹۵ نفر جمعیت دارد.